# Wang Chien-ming
Chien-Ming Wang (chinesisch 王建民, Pinyin Wáng Jiànmín, W.-G. Wáng Chien-mín; * 31. März 1980 in Tainan, Taiwan, Republik China (Taiwan)) ist ein taiwanischer Baseballspieler.
Der Pitcher Wang spielte von 2005 bis 2009 in der nordamerikanischen Major League Baseball für die New York Yankees, seit 2010 für die Washington Nationals, und danach Toronto Blue Jays. Außerdem ist er Nationalspieler der taiwanischen Baseball-Nationalmannschaft. Wang ist einer von den ersten vier taiwanischen Baseballspielern in der MLB – neben den Los-Angeles-Dodgers-Spielern Hong-Chih Kuo, Chin-hui Tsao und Chin-Feng Chen.

## Leistungen
Von 2006 bis 2007 gelang ihm, jährlich 19 Wins für die New York Yankees zu erzielen. Zu seinen Stärken zählt sein Sinker, der sich nach dem Pitch vorwärts in eine kurvige Bewegung nach rechts und unten bewegt.
Im Jahr 2016 begann Wang für die Kansas City Royals als Relief Pitcher (anstatt Starting Pitcher vorher) zu spielen aufgrund seiner Stabilität, Erfahrung, und wieder steigender Pitch-Geschwindigkeit.

## Auszeichnungen
Im Jahr 2007 wurde Wang vom US-Wochenmagazin Time zu einer der 100 einflussreichsten Personen der Welt gekürt. Mit den guten Leistungen und Win-Rekords wurde er Kandidat der Cy Young Award für Starting Pitchers.